# Lijst van burgemeesters van Windeweer
Dit is een lijst van burgemeesters van de voormalige Nederlandse gemeente Windeweer in de provincie Groningen. Op 1 augustus 1821 werd de gemeente opgeheven en gevoegd bij de gemeente Hoogezand.
| Ambtsperiode | Naam burgemeester     | Partij of stroming | Bijzonderheden                               |
| ------------ | --------------------- | ------------------ | -------------------------------------------- |
| 1811         | Heere Sijtzes Calkema |                    | waarnemend maire, tevens maire van Hoogezand |
| 1811 - 1813  | Arend Jan Nieboer     |                    | maire                                        |
| 1813 - 1821  | Roelf Egberts Blink   |                    | schout                                       |